# 大瀬甚太郎
大瀬 甚太郎（おおせ じんたろう、1866年2月9日（慶応元年12月24日） - 1944年（昭和19年）5月29日）は、明治時代から昭和初期にかけての日本の教育学者。文学博士。号は金城。
近代日本における体系的な教育学の樹立者、西洋教育史学の開拓者として評価されている。

## 来歴
現在の石川県金沢市生まれ。加賀藩士族・大瀬直温の長男。上京後、進文学舎、東京大学予備門を経て、帝国大学文科大学（現・東京大学文学部）哲学科に入学。
文科大学の同級生には大西祝、渡部董之介、三上参次（国文学科）、谷本富（選科生）がいる。卒業後、同大学院に進学し心理学を専攻する。1891年に第五高等中学校に赴任、嘉納治五郎が同校の校長だった時期と重なっている。在職中に文部省留学生に任じられ、1893年から97年までヨーロッパへ留学する。ドイツに2年間、フランスに1年間、イギリスに2カ月間滞在し、パウルゼンやビュイッソンなどのもとで教育学を学んだ。
帰国直後の1898年1月、高等師範学校教授に任じられる。以後、定年を迎える1934年まで奉職。1929年には急逝した三宅米吉の後を受けて、第2代の東京文理科大学学長となった。

## 家族
- 妻 関場不二彦妹のこむめ（明治7年12月生）[1]。
- 長男 大瀬進（明治31年10月生）
- 長男妻 直枝（明治39年2月生、杉山令吉七女）
- 次男 大瀬知雄（明治40年3月生）
- 四男 大瀬威（明治44年6月生）
- 長女温子（明治26年11月生）は埼玉県人の田中親夫弟の田中波慈の女となる。
- 二女千枝（明治33年5月生）は東京府人の留岡幸助三男の幸男の妻。
- 三女八重（明治35年2月生）は文学博士の斎藤阿具の長男斎藤文根の妻。
- 四女綾子（明治36年9月生）は文学博士の松井簡治の長男の松井驥の妻。
- 五女春江（明治38年4月生）は枢密顧問官の櫻井錠二の五男桜井秀雄の妻。
- 六女 尚子 （大正2年10月生）
- 七女正子（大正7年1月生）[2]

## 業績
日本の教育学史上において、第一に体系的な教育学の樹立者として、第二に西洋教育史学の開拓者として評価されるのが一般的である。
第一について、とりわけ明治後半期において、それまで支配的だったヘルバルト主義と、当時台頭しつつあった社会的教育学をいち早く「折衷」した点は、大いに評価されるべきものである。

## 影響
東京帝国大学の教育学講師として、また（東京）高等師範学校の教授（教育学科及び研究科の主任）として、数多くの教師や教育学者を育てた。帝大講師時代の教え子として、例えば吉田熊次、小西重直、春山作樹、林博太郎を挙げることができる。東京高師の出身者はみな、多かれ少なかれ、大瀬の教育学に影響を受けていると言える。
その体系的な教育学はたとえば篠原助市へと、その西洋教育史研究はたとえば梅根悟へと引き継がれていった。

## 栄典
- 1891年（明治24年）12月21日 - 従七位[3]
- 1915年（大正4年）4月20日 - 従四位[4]

## 著作
- 「ヘルバルト以後の本邦教育界」（国民教育奨励会編纂 『教育五十年史』 民友社、1922年10月 ／ 国書刊行会〈明治教育古典叢書〉、1981年4月 ／ 日本図書センター、1982年1月）
- 「学校時代の思ひ出（その十一） : 我が国最初の運動会」（『帝国教育』第610号、帝国教育会、1932年9月）
- 「回顧六十年」（『教育』第3巻第1号、岩波書店、1935年1月）

著書
- 『教育学』 金港堂、1891年12月
  - 『教育学』 国書刊行会〈明治教育古典叢書〉、1981年4月
- 『教育学教科書』 金港堂書籍、1898年12月
- 『教育学書解説 シユライエルマッヘル氏教育学』 育成会、1900年4月
  - 『シュライエルマッヘル氏教育学』 国書刊行会〈明治教育古典叢書〉、1980年11月
- 『教育学書解説 ナトルプ氏社会的教育学』 育成会、1901年3月
- 『実用 教育学』 成美堂書店、1901年7月
- 『教授法沿革史』 中谷延治合著、育成会、1901年9月
  - 『教授法沿革史』 中谷延治合著、国書刊行会〈明治教育古典叢書〉、1981年4月
- 『心理学教科書』 立柄教俊合著、金港堂書籍〈教科用教育学全書〉、1902年5月
- 『教授法教科書』 立柄教俊合著、金港堂書籍〈教科用教育学全書〉、1903年3月
- 『新編 教育学教科書』 金港堂書籍〈教科用教育学全書〉、1903年5月
- 『教育学 及研究法』 中谷延治共述、同文館、1903年10月
- 『欧州教育史』 成美堂書店、1904年1月巻の一 ／ 1905年2月巻の二 ／ 1905年8月巻の三 ／ 1906年3月巻の四
  - 『欧州教育史』 成美堂書店、1906年3月合本
  - 『続欧州教育史』 成美堂書店、1907年12月
  - 『欧州教育史』 龍溪書舎〈明治後期産業発達史資料〉、2003年1月上・下
- 『教育学講義』 成美堂書店、1904年4月
  - 『改訂 教育学講義』 成美堂書店、1912年4月
- 『論理学教科書』 立柄教俊合著、金港堂書籍〈教科用教育学全書〉、1904年5月
- 『講習用書 小学校教育法』 山松鶴吉共著、同文館、1907年11月
- 『新撰 教育学』 成美堂書店、1908年4月
- 『教育的心理学』 広文堂書店、1913年9月
  - 『改訂 教育的心理学』 広文堂書店、1925年6月
  - 大泉溥監修 『文献選集教育と保護の心理学 明治大正期第7巻』 クレス出版、1997年2月
- 『教育応用 心理撮要』 成美堂書店、1914年9月
- 『最近の教育思潮』 教育新潮研究会〈教育新潮叢書〉、1914年10月
- 『最近世欧米教育史』 成美堂書店、1916年10月
- 『現代の教育思潮』 右文館、1921年12月
- 『新教育学講義』 成美堂書店、1924年8月
- 『欧米教育史』 成美堂書店、1925年3月
  - 『欧米教育史 最近世の部』 成美堂書店、1933年5月
  - 『上古よりペスタロッチーに至る 欧州教育史』 成美堂書店、1935年1月
- 『師範学校第二部用 近世教育史』 広文堂書店、1927年11月
- 『師範学校第二部用 各科教授法及管理法』 広文堂書店、1927年12月
- 『現代教育学大系 原論篇第五巻 西洋近世教育史』 成美堂書店、1936年4月

訳書
- 『児童教育法』 オーフェルベルグ原著、杉山富槌共訳、成美堂書店、1900年9月
- 『理想の学校』 プレンストン・ダブリユー・サーチ原著、山本源之丞共訳、大日本図書、1907年6月
- 『児童教育之科学的根柢 発生心理学』 チャールス・ハバード・ジヤッド原著、山本源之丞共訳、大日本図書、1911年9月
- 『新教育の理論及び実際』 パートリッヂ原著、小野圭次郎共訳、成美堂書店、1915年5月
- 『独逸国民の将来』 フリードリヒ・フオン・ベルンハルヂイ著、帝国軍人後援会、1915年7月
- 『学習心理』 武政太郎共訳、松邑三松堂、1920年3月

## 関連文献
- 「大瀬甚太郎」（藤原喜代蔵著 『人物評論 学界の賢人愚人』 文教会、1913年2月）
  - 藤原喜代蔵編 『教育界人物伝』 東出版〈辞典叢書〉、1997年9月、ISBN 487036056X
- 「大瀬甚太郎氏の教育説及其批判」（渡部政盛著 『日本教育学説の研究』 大同館、1920年6月）
- 大日本学術協会編修 『日本現代教育学大系 第九巻 大瀬甚太郎氏教育学 木下竹次氏教育学 阿部重孝氏教育学 越川弥栄氏教育学』 モナス、1927年12月 ／ 日本図書センター、1989年11月、ISBN 4820584731
- 東京文理科大学教育学会編 『教育学研究』第3巻第11号（大瀬博士古稀祝賀記念号）、1935年2月
  - 東京文理科大学教育学会編 『大瀬博士古稀祝賀 記念論文集』 宝文館、1935年2月
- 大瀬博士古稀祝賀会編纂 『大瀬博士古稀祝賀 記念誌』 宝文館、1935年3月
- 「教育学」（唐沢富太郎解説 『明治教育古典叢書 第II期解説』 国書刊行会、1981年4月）
  - 唐沢富太郎 「大瀬甚太郎 : 欧米教育史研究の泰斗・開拓者」（唐沢富太郎編著 『図説 教育人物事典 : 日本教育史のなかの教育者群像 上巻』 ぎょうせい、1984年4月）
- 谷城朗 「大瀬甚太郎のドイツ教育学受容 (I) : 独学史から」（『学苑』第566号、昭和女子大学近代文化研究所、1987年2月、NAID 40000438810）、同 「大瀬甚太郎のドイツ教育学受容 (II) : 独学史から」（同誌第591号、1989年2月、NAID 40000439056）